# Peter Spork
Peter Spork (auch Peter Spork-Frischling, * 1965 in Frankfurt am Main, Deutschland) ist ein deutscher Biologe und Anthropologe, Wissenschaftsjournalist und Buchautor.

## Leben
Peter Spork studierte in Marburg und Hamburg Biologie, Anthropologie und Psychologie. 1995 promovierte er im Bereich der Neurobiologie am Zoologischen Institut der Universität Hamburg. Seit 1991 schreibt Spork populärwissenschaftliche Artikel für deutschsprachige Zeitungen und Magazine, unter anderem für Die Zeit, Geo Wissen, Bild der Wissenschaft, FAZ, Frankfurter Rundschau, Tages-Anzeiger Zürich und Süddeutsche Zeitung. Seit 2018 veröffentlicht er bei RiffReporter sein eigenes Online-Magazin Erbe&Umwelt: Was Gesundheit und Persönlichkeit prägt, zudem veröffentlicht er regelmäßig einen kostenfreien Newsletter.
Seit 2001 hat Spork im Rowohlt Verlag, im Hanser Verlag und bei der Deutschen Verlags-Anstalt (DVA) ein Kindersachbuch über Biologie und mehrere Sachbücher für Erwachsene zu den Themen Schlafforschung/Schlafmedizin, Chronobiologie, Epigenetik, Systembiologie und Gesundheit veröffentlicht.
In seinem 2017 erschienenen Buch Gesundheit ist kein Zufall fordert er auf der Basis der neuesten Erkenntnisse der Genregulationsforschung (vor allem der Epigenetik) sowie der neuesten Kenntnisse zur perinatalen Prägung eine Neudefinition des Gesundheitsbegriffs. Gesundheit ist demnach ein permanenter, Generationen überschreitender Prozess und nicht das Gegenteil oder die Abwesenheit von Krankheit. Außerdem fordert Spork eine neue Biologie der Vererbung.
Peter Sporks Bücher wurden in viele Sprachen übersetzt, unter anderem ins Italienische, Griechische, Polnische, Niederländische, Koreanische und Russische.
Seit 2010 ist Spork Autor und Herausgeber des Newsletter Epigenetik.
Spork hält zudem im In- und Ausland Vorträge vor Fachleuten und Laien zu den Themen Schlafforschung, Chronobiologie, Epigenetik und Biologie für Kinder. Hinzu kommen Auftritte im Fernsehen   (u. a. ARD alpha-Forum, alpha Thema Gespräch, Nachtcafé, Johannes B. Kerner) und Hörfunk (u. a. Gedanken zur Zeit, Hallo Ü-Wagen, SWR2-Forum, Deutschlandradio Kultur Kultur-Interview, mehrere Radiovorträge bei SWR2-Aula). Der Journalist Michael Lange nannte ihn im Titel seines Interviews im Deutschlandfunk „Der Mann, der die Epigenetik populär machte“.

## Schriften (Auswahl)
- Optomotorische Kontrolle des Schwarmzusammenhalts bei wandernden Wüstenheuschrecken (Schistocerca gregaria Forskål). Hamburg 1995, DNB 943967287 (Dissertation Universität Hamburg).
- Das Uhrwerk der Natur. Chronobiologie – Leben mit der Zeit (= rororo science. Band 61665). Rowohlt-Taschenbuch-Verlag, Reinbek bei Hamburg 2004, ISBN 3-499-61665-3.
- Höher - schneller - weiter. Spitzenleistungen in der Natur. Jugendsachbuch (= rororo Rotfuchs. Science & fun. Nr. 21351). Rowohlt-Taschenbuch-Verlag, Reinbek bei Hamburg 2006, ISBN 3-499-21351-6 (Für Kinder ab acht Jahren, auch als Hörbuch, auch auf Koreanisch und Thailändisch).
- Das Schlafbuch. Warum wir schlafen und wie es uns am besten gelingt. Rowohlt, Reinbek bei Hamburg 2007, ISBN 978-3-498-06387-0 (Auch auf Italienisch, Griechisch, Ungarisch und Russisch).
- Der zweite Code. Epigenetik oder: wie wir unser Erbgut steuern können. Rowohlt-Taschenbuch-Verlag, Reinbek bei Hamburg 2011, ISBN 978-3-499-62440-7 (Auch auf Niederländisch, Polnisch, Koreanisch und Russisch).
- Wake up! Aufbruch in eine ausgeschlafene Gesellschaft. Schluss mit der Sommerzeit & Co! Für ein Leben im Rhythmus der Natur. Deutscher Taschenbuch-Verlag, München 2016, ISBN 978-3-423-34886-7 (Auch auf Koreanisch).
- Gesundheit ist kein Zufall. Wie das Leben unsere Gene prägt. Die neuesten Erkenntnisse der Epigenetik. Deutsche Verlags-Anstalt, München 2017, ISBN 978-3-421-04750-2.
- Das Schnarchbuch. Ursachen, Risiken, Gegenmittel bei Schnarchen und Schlafapnoe. Mabuse-Verlag, Frankfurt am Main 2019, ISBN 978-3-86321-424-1 (Auch auf Bulgarisch, Niederländisch und Polnisch).
- Die Vermessung des Lebens. Wie wir mit Systembiologie erstmals unseren Körper ganzheitlich begreifen – und Krankheiten verhindern, bevor sie entstehen. Deutsche Verlags-Anstalt, München 2021, ISBN 978-3-421-04850-9.

## DVD
- Der zweite Code – Epigenetik. Wie die Umwelt unsere Gene prägt. Jokers Edition Hörsaal, in Kooperation mit Auditorium Netzwerk, 2012.
- Gesundheit ist kein Zufall. Jokers Edition Hörsaal, in Kooperation mit Auditorium Netzwerk, 2019.

## Auszeichnungen und Mitgliedschaften
- Promotionsstipendium der Studienstiftung des Deutschen Volkes
- RiffReporter, Genossenschaft für freien Journalismus (Aufsichtsratsmitglied)[12]
- Wissenschafts-Pressekonferenz
- Deutscher Journalisten-Verband
- Naturwissenschaftlicher Verein in Hamburg (Vorstandsmitglied)[13]